# Fabienne Serrat
Fabienne Serrat (Le Bourg-d'Oisans, 5 luglio 1956) è un'ex sciatrice alpina francese, campionessa mondiale nello slalom gigante e nella combinata a Sankt Moritz 1974 e vincitrice della Coppa Europa nel 1972.

## Biografia

### Stagioni 1972-1974
Specialista delle gare tecniche originaria dell'Alpe d'Huez, in Coppa Europa nella stagione 1971-1972 vinse sia la classifica generale sia quella di slalom speciale e fu 2ª in quella di slalom gigante; in Coppa del Mondo ottenne il primo risultato di rilievo poco più che sedicenne, il 20 dicembre 1972, a Saalbach, classificandosi 17ª in slalom gigante e sul finire di quella stessa stagione 1972-1973 colse anche il primo podio, il 22 marzo 1973 a Heavenly Valley in slalom speciale (2ª).
Nella successiva stagione 1973-1974 in Coppa del Mondo vinse la sua prima gara, lo slalom gigante del 5 gennaio 1974 a Bad Gastein, e fu 2ª nella classifica della Coppa del Mondo di slalom gigante, superata da Hanni Wenzel di 3 punti, e 3ª in quella della Coppa del Mondo di slalom speciale; debuttò inoltre ai Mondiali e a Sankt Moritz 1974 conquistò la medaglia d'oro sia nello slalom gigante sia nella combinata, mentre in discesa libera fu 10ª e in slalom speciale 4ª.

### Stagioni 1975-1984
Nella stagione 1974-1975 si piazzò nuovamente 2ª nella Coppa del Mondo di slalom gigante, superata da Annemarie Moser-Pröll di 44 punti, mentre al debutto olimpico, Innsbruck 1976, fu 21ª nella discesa libera e non concluse lo slalom speciale. Ai Mondiali di Garmisch-Partenkirchen 1978 incrementò il suo palmarès vincendo la medaglia di bronzo nella combinata, mentre nello slalom gigante e nello slalom speciale fu rispettivamente 6ª e 5ª; in quella stessa stagione 1977-1978 in Coppa del Mondo fu 4ª nella classifica generale, suo miglior piazzamento in carriera, e 3ª in quella di slalom speciale. Due anni dopo, ai XIII Giochi olimpici invernali di Lake Placid 1980, fu alfiere della Francia durante la cerimonia di apertura e sfiorò il podio nello slalom gigante, chiudendo ad appena un centesimo di secondo di distacco dal tempo marcato dalla vincitrice della medaglia di bronzo, la sua compagna di squadra Perrine Pelen; non terminò invece la prova di slalom speciale.
Il 13 dicembre 1980 a Piancavallo conquistò in slalom speciale la sua ultima vittoria in Coppa del Mondo e ai Mondiali di Schladming 1982 fu 5ª nello slalom gigante e 10ª nello slalom speciale, suoi ultimi piazzamenti iridati. Il 18 marzo 1983 a Furano ottenne l'ultimo podio in Coppa del Mondo (2ª in slalom gigante); l'anno dopo ai XIV Giochi olimpici invernali di Sarajevo 1984, sua ultima presenza olimpica, non concluse la prova di slalom gigante. Si ritirò al termine di quella stessa stagione 1983-1984 e il suo ultimo piazzamento in Coppa del Mondo fu il 15º posto nello slalom gigante di Lake Placid del 7 marzo; è sposata con lo svizzero Peter Lüscher, a sua volta sciatore alpino.

## Palmarès

### Mondiali
- 3 medaglie:
  - 2 ori (slalom gigante, combinata a Sankt Moritz 1974)
  - 1 bronzo (combinata a Garmisch-Partenkirchen 1978)

### Coppa del Mondo
- Miglior piazzamento in classifica generale: 4ª nel 1978
- 37 podi:
  - 3 vittorie (2 slalom speciali, 1 slalom gigante)
  - 16 secondi posti
  - 18 terzi posti

#### Coppa del Mondo - vittorie
| Data             | Località          | Paese   | Specialità |
| ---------------- | ----------------- | ------- | ---------- |
| 5 gennaio 1974   | Bad Gastein       | Austria | GS         |
| 17 dicembre 1975 | Cortina d'Ampezzo | Italia  | SL         |
| 13 dicembre 1980 | Piancavallo       | Italia  | SL         |

Legenda:

GS = slalom gigante

SL = slalom speciale

### Coppa Europa
- Vincitrice della Coppa Europa nel 1972[1]
- Vincitrice della classifica di slalom speciale nel 1972[1]

### Campionati francesi
- 14 ori (slalom gigante nel 1973; slalom speciale nel 1974; slalom gigante, combinata nel 1975; slalom gigante nel 1977; discesa libera, slalom gigante, slalom speciale, combinata nel 1978; slalom gigante, combinata, parallelo nel 1979; slalom gigante nel 1981; slalom gigante nel 1983)[senza fonte]

## Statistiche

### Podi in Coppa del Mondo
| Stagione/Specialità | Slalom gigante | Slalom gigante | Slalom gigante | Slalom speciale | Slalom speciale | Slalom speciale | Combinata | Combinata | Combinata | Parallelo | Parallelo | Parallelo | Podi totali |
| ------------------- | -------------- | -------------- | -------------- | --------------- | --------------- | --------------- | --------- | --------- | --------- | --------- | --------- | --------- | ----------- |
| Stagione/Specialità | 1º             | 2º             | 3º             | 1º              | 2º              | 3º              | 1º        | 2º        | 3º        | 1º        | 2º        | 3º        | Podi totali |
| 1973                |                |                |                |                 | 1               |                 |           |           |           |           |           |           | 1           |
| 1974                | 1              |                | 1              |                 | 2               | 1               |           |           |           |           |           |           | 5           |
| 1975                |                | 2              | 2              |                 | 1               |                 |           |           |           |           |           | 1         | 6           |
| 1976                |                | 1              |                | 1               |                 |                 |           |           |           |           |           |           | 2           |
| 1977                |                |                | 1              |                 | 1               | 1               |           |           |           |           |           |           | 3           |
| 1978                |                |                | 3              |                 | 3               | 1               |           |           |           |           |           |           | 7           |
| 1979                |                |                |                |                 | 1               |                 |           | 1         |           |           |           |           | 2           |
| 1980                |                |                | 2              |                 | 1               |                 |           |           | 1         |           |           |           | 4           |
| 1981                |                |                | 1              | 1               |                 |                 |           | 1         |           |           |           |           | 3           |
| 1982                |                |                |                |                 |                 | 1               |           |           |           |           |           |           | 1           |
| 1983                |                | 1              | 1              |                 |                 |                 |           |           | 1         |           |           |           | 3           |
| 1984                |                |                |                |                 |                 |                 |           |           |           |           |           |           | 0           |
| Totale              | 1              | 4              | 11             | 2               | 10              | 4               | 0         | 2         | 2         | 0         | 0         | 1         | 37          |
| Totale              | 16             | 16             | 16             | 16              | 16              | 16              | 4         | 4         | 4         | 1         | 1         | 1         | 37          |